# Compagnietheater

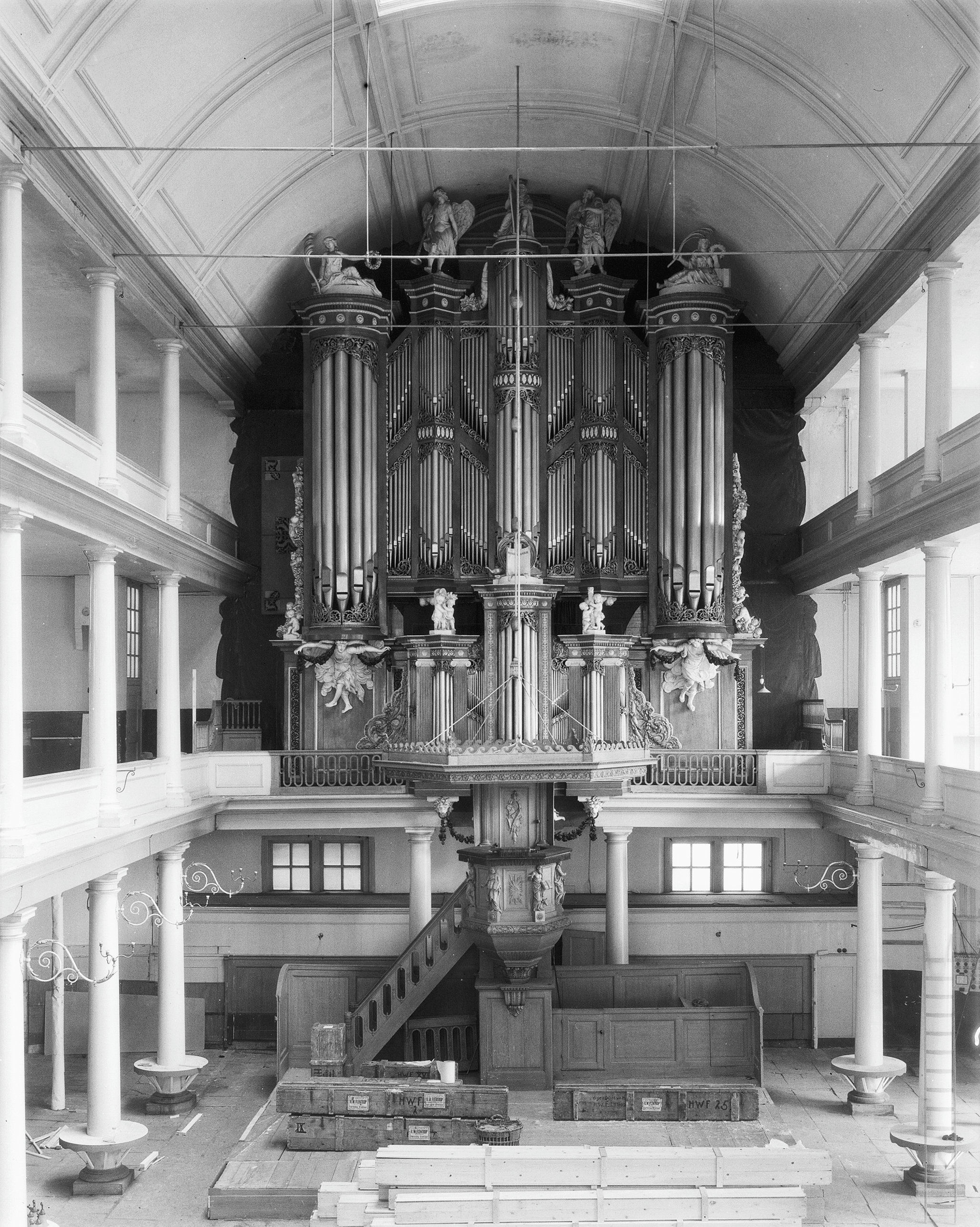
Interieur van de Hersteld Evangelisch-Lutherse kerk, kort voor de demontage van het Strümphlerorgel in 1951

Het Compagnietheater is gehuisvest in de voormalige kerk van de Hersteld Lutherse gemeente aan de Kloveniersburgwal in Amsterdam.

## Geschiedenis

### Gebouw
Na een breuk in de Lutherse kerk liet de Hersteld Evangelisch-Lutherse gemeente ("de mensen van het oude licht") van Johannes Hamelau deze kerk bouwen. Het gebouw is ontworpen door de Amsterdamse stadsarchitect Abraham van der Hart en is gebouwd in 1792-1793; op de plaats van het voormalige dolhuis. De uitvoering berustte bij de Amsterdamse timmerbaas Jan Smit. De beeldengroep aan de voorgevel is van de hand van Anthonie Ziesenis en representeert de standvastigheid van het geloof. Onder het fronton stond geschreven; Zij bleven volstandig in de leere der Apostelen. Deze spreuk is van het pand verdwenen, toen het zijn kerkelijke functie verloor. Na de hereniging van de lutheranen in 1952 bleef het kerkgebouw nog in gebruik tot 1956. Daarna is het archief van De Nederlandsche Bank er enkele jaren ondergebracht. De monumentale onderdelen van de kerk kregen een nieuwe bestemming. De preekstoel ging naar de Grote Kerk in Elst (Gld.). Het orgel (1794-1796) van orgelbouwer Johannes Stephanus Strümphler, beschouwd als diens belangrijkste instrument en van 1898 tot 1937 het vaste orgel van Jan Zwart, werd in 1961 verplaatst naar de weer opgebouwde Eusebiuskerk in Arnhem, die na de verwoestingen van de Slag om Arnhem geen orgel meer had. Het is tot op de dag van vandaag in volle glorie te bewonderen en te beluisteren.

### Functie
In 1970 is de voormalige kerk benoemd tot rijksmonument. In 1995-1996 is het pand door Francine Houben van architectenbureau Mecanoo verbouwd tot theater. Het Trusttheater opende in 1997 zijn deuren aan de Kloveniersburgwal, het nieuwe huis van het gezelschap De Trust van Theu Boermans. Voorheen huisde het gezelschap in het voormalige Heiligewegbad aan de Heiligeweg.
De Trust fuseerde in januari 2001 met Art & Pro, samen vormden ze het nieuwe gezelschap De Theatercompagnie. Na acht jaar stopte het gezelschap met het produceren van voorstellingen. In 2011 richtte Theu Boermans het Derde Bedrijf op, dat tot 2013 vaste bespeler van het Compagnietheater was.
In de zomer van 2014 is het Compagnietheater gerenoveerd. De buitengevel is opnieuw gevoegd, de beeldengroep is gerestaureerd en het dak is gerenoveerd. Bovendien is de entree vernieuwd en er zijn extra faciliteiten gekomen (van daglichtsysteem in de Grote Zaal tot een keuken op de begane grond).

## Activiteiten
Het Compagnietheater heeft zich in de periode 2013-2017 ontwikkeld tot een culturele instelling die geschikt is voor verschillende gebruiksdoeleinden, waaronder culturele activiteiten, televisieopnamen, voorstellingen en congressen. Het theater beschikt over een Grote Zaal, een Kleine Zaal, een Zuilenzaal, een foyer en een café.
Verder heeft het Compagnietheater de stap gemaakt van een producerende naar een programmerende instelling. Naast een eigen programmering gaat het Compagnietheater samenwerkingen aan met diverse culturele partners. Het theater biedt plaats aan jong podiumtalent, producties van gerenommeerde gezelschappen en festivals.
Het Compagnietheater was het huistheater van de vlakkevloervoorstellingen van het Nationale Toneel. Daarnaast diende het als festivallocatie voor onder andere ITs Festival Amsterdam, IDFA, Amsterdam Fringe Festival, Grachtenfestival, World Press Photo en Amsterdam Dance Event.
Vanaf 2017 is Compagnietheater gefuseerd met De Rode Hoed, De Nieuwe Liefde en Felix Meritis onder de noemer Amerpodia. In 2021 is het pand verkocht.